# روبرتو گونزالس (بازیکن فوتبال)
روبرتو گونزالس (انگلیسی: Roberto González؛ زادهٔ ۱۱ آوریل ۱۹۷۴) بازیکن فوتبال اهل آرژانتین است.
از باشگاه‌هایی که در آن بازی کرده‌است می‌توان به باشگاه فوتبال روساریو سنترال اشاره کرد.